# Puntigán József
Puntigán József (Losonc, 1958. november 1.) informatikus, helytörténész.

## Élete
1976-ban érettségizett Füleken, majd 1981-ben a kassai Pavol Jozef Šafárik Egyetemen szerzett matematika–programozói oklevelet. 1985-ben doktorált. Tevékenyen bekapcsolódott a szlovákiai magyar ifjúsági mozgalomba, a szlovákiai honismereti kerékpártúrák egyik szervezője.
1988-ban megalapította a losonci Kármán József Színkört. 1998-tól alapítója, illetve elnöke a Phoenix Lutetia Polgári Társulásnak.

## Művei
- 1999 Honismereti kerékpártúrák 1975–1999
- 2003 A losonci református temető
- 2004 A Losonci Teológiai Szeminárium 1925–1939
- 2007 Losonc – Lučenec